# 铜腰白尾蜂鸟
铜腰白尾蜂鸟（学名：Urochroa leucura），是雨燕目蜂鸟科的一种鸟类。
铜腰白尾蜂鸟体重约11.4克，翼长约73.7毫米，嘴峰长约32.2毫米，喙宽度约2.5毫米，喙厚度约2.3毫米，跗蹠长约6.4毫米，尾长约43.5毫米。铜腰白尾蜂鸟在其分布区内为留鸟，其栖息在密集的高大树木组成的森林中，食性为草食性，主要食物来源是植物的花蜜。
铜腰白尾蜂鸟分布于安第斯山脉东部，从哥伦比亚南部至厄瓜多尔东部和秘鲁北部。该物种是单型物种，没有亚种分化。